# 서울구의초등학교
서울구의초등학교는 대한민국 서울특별시 광진구 구의동에 있는 공립 초등학교이다.

## 학교 연혁
- 1982년 4월 22일: 개교
- 1996년 3월 1일: 서울구의초등학교로 교명 개칭

## 참고 자료
- 서울구의초등학교 - 한국교육학술정보원 학교알리미